# Tovo San Giacomo
Tovo San Giacomo (Ligurisch O Tô) ist eine italienische Gemeinde mit 2526 Einwohnern (Stand 31. Dezember 2023) in der Provinz Savona (SV), Region Ligurien.
Die Nachbargemeinden sind Borgio Verezzi, Calice Ligure, Finale Ligure, Giustenice, Magliolo, Pietra Ligure, Rialto.

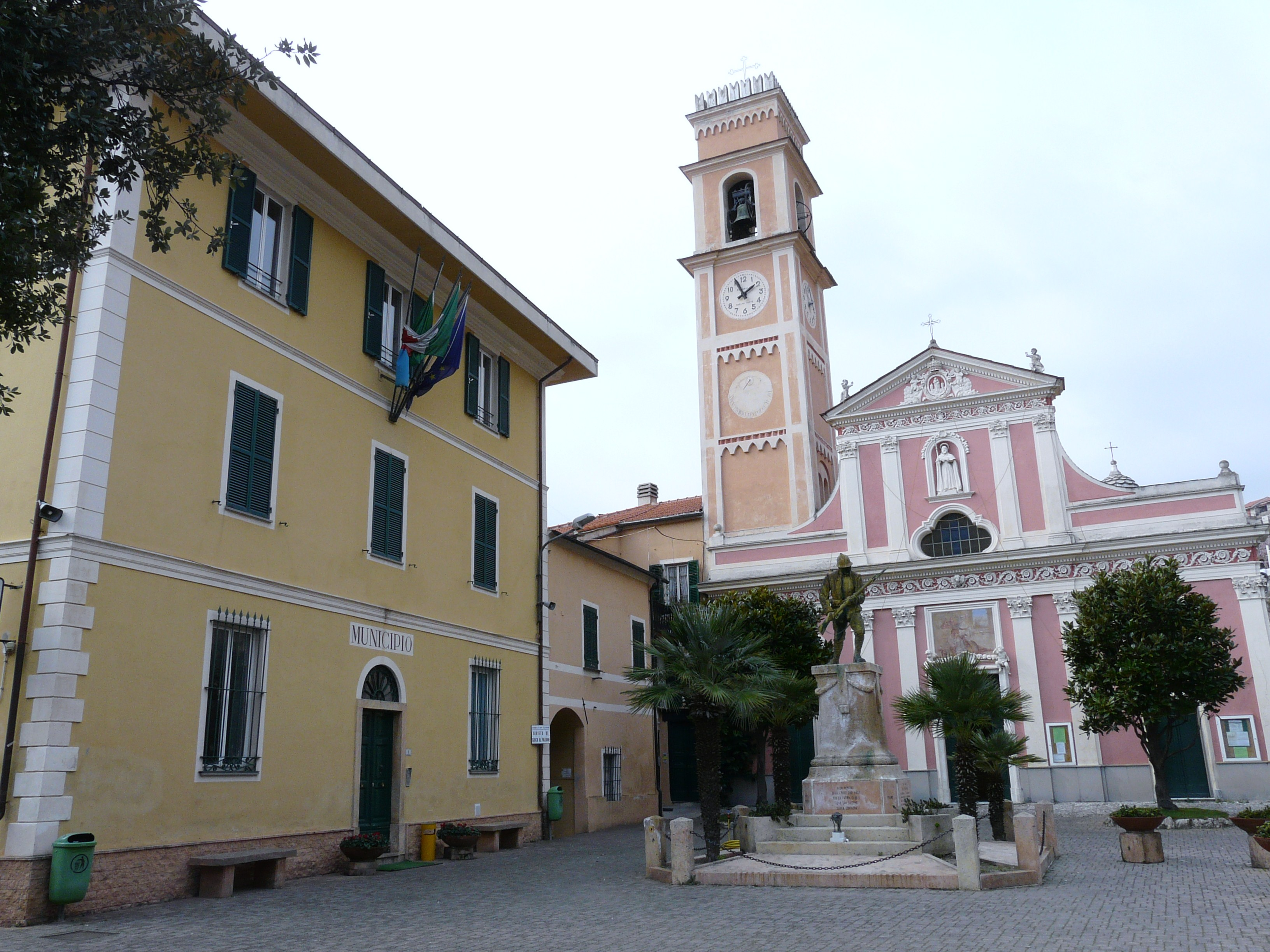
Tovo, San Giacomo-Platz mit Rathaus und Kirche

## Geographie
Der Ort liegt auf einer Höhe von 47 m über dem Meeresspiegel.
Das Gemeindegebiet umfasst eine Fläche von 9,58 km² und gehört zu der Comunità Montana Pollupice.